# Itapipoca Esporte Clube
Itapipoca Esporte Clube é um clube de futebol brasileiro sediado em Itapipoca. Atualmente disputa a série b do campeonato cearense. 

## História
Foi fundado em 20 de dezembro de 1993 com as cores azul, o amarelo e o branco, as mesmas da bandeira do Município de Itapipoca. Manda seus jogos no Estádio Perilo Teixeira, com capacidade para 8 mil espectadores.[carece de fontes?]
Foi campeão da segunda divisão do campeonato cearense em 2002 e 2013. Em 2019 foi vice-campeão da terceira divisão cearense.

## Símbolos e cores

### Escudo
Após ser bicampeão cearense da segunda divisão, foi acrescentado duas estrelas em cima do escudo.[carece de fontes?]
| Escudos de Itapipoca Esporte Clube | Escudos de Itapipoca Esporte Clube | Escudos de Itapipoca Esporte Clube | Escudos de Itapipoca Esporte Clube | Escudos de Itapipoca Esporte Clube | Escudos de Itapipoca Esporte Clube | Escudos de Itapipoca Esporte Clube | Escudos de Itapipoca Esporte Clube |
| Primeiro escudo                    | Segundo escudo                     | Escudo atual                       |                                    |                                    |                                    |                                    |                                    |
| ---------------------------------- | ---------------------------------- | ---------------------------------- | ---------------------------------- | ---------------------------------- | ---------------------------------- | ---------------------------------- | ---------------------------------- |

### Mascote
O mascote do Itapipoca Esporte Clube é o "Garoto Travesso dos três climas". Recebeu este apelido logo em seu primeiro Campeonato Cearense, quando "aprontou algumas" contra os grandes da Capital.

### Torcida
Fundada em 2003, A Torcida ItaJovem (TIJ) é a maior torcida organizada a apoiar o Itapipoca. A torcida segue desde então o "Garoto Travesso dos três climas", jogue ele na famosa "Cidade dos Três Climas" ou em qualquer outra.

## Estádio
O Itapipoca Esporte Clube manda seus jogos no Estádio Perilo Teixeira, mais conhecido pelos torcedores e pela mídia como "Perilão". O estádio possui capacidade de 10.000 espectadores e foi inaugurado no dia 31 de agosto de 1993.

## Títulos
| ESTADUAIS | ESTADUAIS                     | ESTADUAIS | ESTADUAIS   |
|           | Competição                    | Títulos   | Temporadas  |
| --------- | ----------------------------- | --------- | ----------- |
|           | Campeonato Cearense - Série B | 2         | 2002 e 2013 |

### Campanhas de destaque
- Vice-Campeonato Cearense (2ª divisão): 1998
- Vice-Campeonato Cearense (3ª divisão): 2019

## Estatísticas

### Participações
|  | Participações em 2025 |

| Competição | Competição          | Temporadas | Melhor campanha           | Estreia | Última | P | R |
| Ceará      | Campeonato Cearense | 21         | 4º colocado (1999 e 2007) | 1994    | 2017   |   | 4 |
| Ceará      | Série B             | 10         | Campeão (2002 e 2013)     | 1998    | 2025   | 3 | 1 |
| Ceará      | Série C             | 1          | Vice-campeão (2019)       | 2019    | 2019   | 1 |   |
| Ceará      | Copa Fares Lopes    | 2          | 4º colocado (2010)        | 2010    | 2017   |   |   |
| Brasil     | Série C             | 2          | 14º colocado (2003)       | 2003    | 2007   | – | – |

### Participações em campeonatos cearenses - 1ª Divisão
| Ano  | Posição         |
| 1994 | 5º              |
| 1995 | 5º              |
| 1996 | 5º              |
| 1997 | 13º (rebaixado) |
| 1999 | 4º              |
| 2000 | 6º              |
| 2001 | 10º (rebaixado) |
| 2003 | 6º              |
| 2004 | 5º              |
| 2005 | 6º              |
| 2006 | 8º              |
| 2007 | 4º              |
| 2008 | 8º              |
| 2009 | 8º              |
| 2010 | 9º              |
| 2011 | 7º              |
| 2012 | 12º (rebaixado) |
| 2014 | 8º              |
| 2015 | 8º              |
| 2016 | 8º              |
| 2017 | 10º (rebaixado) |

### Participações em campeonatos cearenses - 2ª Divisão
| Ano  | Posição        |
| 1998 | 2º (promovido) |
| 2002 | 1º (promovido) |
| 2013 | 1º (promovido) |
| 2018 | 9º (rebaixado) |
| 2020 | 3º             |
| 2021 | 8º             |
| 2022 | 8º             |
| 2023 | 5º             |
| 2024 | 4º             |
| 2025 | 3º             |

### Participações em campeonatos cearenses - 3ª Divisão
| Ano  | Posição        |
| 2019 | 2º (promovido) |

### Participações em Copas Fares Lopes
| Ano  | Posição |
| 2010 | 4º      |
| 2017 | 10º     |

### Campeonato Brasileiro - Série C
| Ano  | Posição |
| 2003 | 14º     |
| 2007 | 52º     |

## Ranking da FCF
Ranking criado pela Federação Cearense de Futebol, que atribui pontuação aos times do estado do Ceará, computando todos os pontos dos clubes cearenses no Campeonato Cearense de Futebol
- Posição: 6º
- Pontuação:  425 pontos